# Tumbledown (film 1988)
Tumbledown è un film per la televisione diretto da Richard Eyre andato in onda il 30 maggio 1988 sulla BBC.

## Trama
Robert Lawrence e il suo amico Hugh Mackessal giungono in un cottage di campagna inglese per incontrare la loro amica Louise Stubbs. Ma i suoi genitori, George e Helen, dicono che è andata via, ma in realtà la ragazza si nasconde al piano di sopra, titubante ad incontrarli.
Robert e Hugh rimangono a pranzare. Entrambi sono reduci della guerra delle Falkland, dove Robert è rimasto ferito gravemente. Mentre mangiano, Robert racconta la sua storia.
Nel 1982 gli argentini hanno preso il controllo delle Isole Falkland e la task force britannica è pronta a salpare. Robert, a quell'epoca un tenente della Guardie Scozzesi, è agitato e irritabile mentre osserva le immagini televisive dei Royal Marines e del Reggimento Paracadutisti che ricevono l'ordine di imbarcarsi sul transatlantico SS Canberra. A differenza di Hugh, un ragazzo molto rilassato, Robert vede se stesso come un soldato "reale", e lui vuole andare in guerra.
Quando arriva l'ordine di preparazione per la distribuzione nel Sud Atlantico, Robert è estatico: si organizza con i suoi uomini per la battaglia e la notte prima dell'imbarco sul transatlantico Queen Elizabeth 2, egli trova il tempo di andare a letto con la sua ragazza Sophie Martin-Wells, da cui è con lei da qualche tempo. Dopo l'amore Hugh e Harry Ebers giungono a casa sua e gli ordinano di preparare tutto per l'imbarco. Robert, dopo aver preparato l'equipaggiamento ed aver dato un ultimo bacio a Sophie, sale sull'autobus che condurrà lui e i suoi commilitoni al porto di Southampton.
Qualche tempo più tardi, Robert e i soldati sono sbarcati nelle Falkland, dove si preparano per un assalto alle fortificazioni argentine situate sui monti Two Sisters e Tumbledown, le principali cime che si affacciano alla capitale Port Stanley.
Più tardi, Robert è in una sala operatoria dell'ospedale da campo di Ajax Bay, dove riceve un urgente intervento chirurgico per rattoppare il cranio. Dopodiché si riprende conoscenza a bordo della nave ospedale SS Uganda, dove viene informato dal cappellano Alistair Tolly del dichiarato cessate il fuoco. La SS Uganda naviga verso l'Inghilterra e attraverso il viaggio l'ufficiale viene trasferito su un aereo di linea per atterrare a Brize Norton, dove viene accolto dai suoi genitori John e Jean. Robert trascorre qualche tempo nell'ospedale alla base, talvolta visitato dai suoi fratelli e da Sophie.
Le condizioni di Robert alla fine si stabilizzano parzialmente, che verrà così ricoverato in un altro ospedale per un'ulteriore operazione per ricostruire la sua testa. L'intervento viene portato a termine, ma Robert viene a sapere che rimarrà paralizzato lungo il lato sinistro del suo corpo per il resto della sua vita. Frequenta così la fisioterapia e viene nuovamente trasferito in un nuovo ospedale militare. Qualche tempo dopo, decide poi di fuggire dal centro, andando a Londra per trovare e vedere Sophie, ma scopre che lei non è a casa. Deluso, viene ricondotto in ospedale da suo padre.
Robert frequenta successivamente una cerimonia commemorativa per i caduti nelle Falkland, ma per il suo disgusto, si ritrova seduto sul retro, fuori dalla vista delle telecamere, costretto a seguire il servizio su di un monitor. Dopodiché lascia la chiesa prima della fine della cerimonia. Qualche tempo dopo Robert finalmente incontra Sophie, che andrà nuovamente a letto con lei per l'ultima volta: diventa così chiaro che lei ha un nuovo fidanzato.
A peggiorare le cose, l'ufficiale viene giudicato abbastanza bene per essere trasferito in una caserma desolante per il resto della sua riabilitazione. Lì Robert racconta ad uno psicologo dell'esercito britannico sulle sue esperienze di combattimento, in particolare per la baionetta che ha ucciso un soldato argentino.
Robert fa visita ai suoi vecchi commilitoni alla caserma per assistere il ritorno delle Guardie Scozzesi dal loro turno nelle Falkland e rivede Hugh per la prima volta da quando è stato ferito.
Presente: George e Helen Stubbs guardano Hugh e Robert andarsene via. Sono stati segretamente inorriditi dai loro ospiti, che vedono la coppia come niente più che assassini.
13 giugno 1982: il battaglione di Robert è incaricato di annientare un nido di mitragliatrice argentino e sale lungo un crinale verso la vetta di Mount Tumbledown, dove si scatena la battaglia. 
Dopo aver ucciso alcuni soldati argentini e aver distrutto il nido di mitragliatrice, i soldati passano al contrattacco e fanno prigionieri molti soldati nemici.
Sul crinale all'alba del 14 giugno, Robert trova un soldato argentino apparentemente morto e inizia a pugnalarlo con la sua baionetta. Il soldato chiede pietà, ma Robert continua ad accoltellarlo, uccidendolo a sangue freddo. Ripreso la sua avanzata, l'ufficiale conduce il suo battaglione alla cima del Monte Tumbledown e, raggiunto la cima, grida: "Non è divertente?". A questo punto viene colpito alla testa da un cecchino argentino e cade a terra.
Presente: Robert accoglie i suoi commilitoni di ritorno dalle Falkland.